# جورج إل. كارلسون
جورج إل. كارلسون (بالإنجليزية: George L. Carlson)‏ هو فنان أمريكي، ولد في 1887، وتوفي في 1962.